# Wahlenbergia lobelioides
Wahlenbergia lobelioides é uma espécie de planta com flor pertencente à família Campanulaceae. 
A autoridade científica da espécie é (L.f.) Link, tendo sido publicada em Handbuch (Link) i. 632; DC. Monog. Camp. 157.

## Portugal
Trata-se de uma espécie presente no território português, nomeadamente os seguintes táxones infraespecíficos:
- Wahlenbergia lobelioides subsp. lobelioides - presente no Arquipélago da Madeira. Em termos de naturalidade é endémica da região Macaronésia. Não se encontra protegida por legislação portuguesa ou da Comunidade Europeia.